# El Tumbador, Guatemala
El Tumbador är en kommunhuvudort i Guatemala.   Den ligger i departementet Departamento de San Marcos, i den västra delen av landet, 150 km väster om huvudstaden Guatemala City. El Tumbador ligger 877 meter över havet och antalet invånare är 7 562.
Terrängen runt El Tumbador är kuperad åt sydväst, men åt nordost är den bergig. Runt El Tumbador är det ganska tätbefolkat, med 199 invånare per kvadratkilometer. Närmaste större samhälle är San Marcos, 18,4 km nordost om El Tumbador. I omgivningarna runt El Tumbador växer i huvudsak städsegrön lövskog.